# Cireșul
Cireșul – wieś w Rumunii, w okręgu Vâlcea, w gminie Dănicei. W 2011 roku liczyła 169 mieszkańców.